# Instytut Võro
Instytut Võro (Võro Instituut) – państwowa instytucja badawcza zajmująca się ochroną, rozpowszechnianiem, oraz rozwojem języka võro. Główna siedziba Instytutu mieści się w Võru na południu Estonii.

## Historia
Võro jest jednym z języków ugrofińskich z podgrupy bałtycko-fińskiej (rodzina uralska), właściwym dla liczącej ok. 70 tys. ludzi populacji zamieszkałej w południowo-wschodniej części Estonii, oraz w przygranicznych rejonach Łotwy i Rosji (nad jeziorem Pejpus). Przez długi czas był uważany za dialekt estońskiego, po rozpadzie ZSRR został uznany przez miejscowe władze za odrębny język. Ma status języka regionalnego w prowincji Tartu (pol. Dorpat) i jest wykładany w 26 szkołach. Dwa razy w miesiącu wychodzi w nim gazeta „Uma Leht”. Mimo to ulega zanikowi. Przekład biblijnego Nowego Testamentu na język võro powstał w 1686 roku. 
Instytut został założony z inicjatywy rządu Estonii w 1995 roku. Obecnym dyrektorem instytutu jest Rainer Kuuba. Pracownikami Instytutu są między innymi Evar Saar i Sulev Iva. Głównym celem placówki jest ocalenie języka võro od zapomnienia poprzez między innymi organizowanie konferencji tematycznych, czy wydawanie publikacji w tym języku. Instytut posiada również własną bibliotekę. 